# Liste der mecklenburgischen Lokomotiven
Diese Liste enthält eine Übersicht über die mecklenburgischen Lokomotiven, basierend auf dem Bezeichnungsschema der Großherzoglich Mecklenburgischen Friedrich-Franz-Eisenbahn.

## Bezeichnung der Lokomotiven
Die private Mecklenburgische Eisenbahngesellschaft sowie die staatliche Friedrich-Franz-Eisenbahn vergaben von Anfang an Nummern und Namen an ihre Lokomotiven. Bei der Namenswahl bezog man sich meist auf geografische Objekte Mecklenburgs. Nach der Fusion der beiden Gesellschaften 1873 wurden die Lokomotiven der übernommenen Mecklenburgischen Eisenbahngesellschaft nummernmäßig nach den Lokomotiven der Friedrich-Franz-Eisenbahn eingereiht. Die Umnummerierung geschah nach 1879. Während die Nummerierung ursprünglich in der Reihenfolge der Beschaffung erfolgte, führte man nach der Verstaatlichung 1895 einen neuen Nummernplan ein. Jeder Gattung war ein bestimmter Nummernbereich zugeordnet. Gleichzeitig wurde die Namensvergabe aufgegeben.
Nach der zweiten Verstaatlichung der Friedrich-Franz-Eisenbahn ordnete die Großherzogliche Mecklenburgische Friedrich-Franz-Eisenbahn die Lokomotiven ab 1890 in verschiedene Gattungen ein.
- I–VII: Personenzuglokomotiven
- VIII–X: Güterzuglokomotiven
- XI–XVIII: Tenderlokomotiven
- XIX: Schmalspurlokomotiven
- XX: Güterzuglokomotive
- XXI: Tenderlokomotive

1910 wurde ein neues Schema eingeführt, dass sich im Wesentlichen an das preußische System anlehnte. Es kam zur Einführung der Gattungsbezeichnungen P (Personenzugloks), G (Güterzugloks) und T (Tenderloks). Einzelne Baureihen unterschied man durch eine folgende arabische Ziffer. Zur Unterscheidung von Unterbauarten nutzte man hochgestellte Zahlen. Dabei sah man vor, an Loks mit einfacher Dampfdehnung eine „1“ und Verbunddampflokomotiven eine „2“ zu vergeben.

## Dampflokomotiven der Friedrich-Franz-Eisenbahn

### Lokomotiven der Anfangszeit für alle Zugarten
Diese Lokomotiven wurden alle für die Mecklenburgische Eisenbahngesellschaft gebaut und kamen mit deren Verstaatlichung 1873 in den Bestand der Großherzoglichen Friedrich-Franz-Eisenbahn.
| Gattung | Bahnnummern      | Bahnnummern | DR-Nummern | Anzahl | Baujahr(e) | Bauart | Bemerkungen                                       | Bild |
| Gattung | bis 1895         | ab 1895     | DR-Nummern | Anzahl | Baujahr(e) | Bauart | Bemerkungen                                       | Bild |
| ------- | ---------------- | ----------- | ---------- | ------ | ---------- | ------ | ------------------------------------------------- | ---- |
| I       | 42, 45–46, 55–57 | 1, 3–5      |            | 6      | 1848–1863  | 1A1 n2 | Sammelgattung verschiedener 1A1-Lokomotivbauarten |      |
| II      | 43–44, 47–49     | 2, 6–7      |            | 5      | 1849–1851  | 1B n2  | Umbauten aus 1A1-Lokomotiven                      |      |
| II      | 50–53            | 8           |            | 4      | 1851–1856  | 1B n2  |                                                   |      |
| ohne    | 54               | 301         |            | 1      | 1859       | 1B n2  | Güterzuglokomotive NICLOT                         |      |
| ohne    | 58–59            | 302–303     |            | 2      | 1866–1868  | B1 n2  | Güterzuglokomotiven WODAN und THOR                |      |

### Personenzuglokomotiven
| Gattung  | Gattung | Bahnnummern                | Bahnnummern | DR-Nummern                                                                  | Anzahl | Baujahr(e) | Bauart  | Bemerkungen                                                | Bild |
| bis 1910 | ab 1910 | bis 1895                   | ab 1895     | DR-Nummern                                                                  | Anzahl | Baujahr(e) | Bauart  | Bemerkungen                                                | Bild |
| -------- | ------- | -------------------------- | ----------- | --------------------------------------------------------------------------- | ------ | ---------- | ------- | ---------------------------------------------------------- | ---- |
| III      |         | 12–30                      | 12–30       |                                                                             | 19     | 1864–1869  | 1B n2   |                                                            |      |
| IV       |         | 31–41                      | 31–41       |                                                                             | 11     | 1871–1879  | 1B n2   |                                                            |      |
| V        | P 2     | 60–65                      | 60–65       | (34 7201–7204)                                                              | 6      | 1884–1885  | 1B n2   |                                                            |      |
| V        | P 2     | 99–105                     | 66–72       |                                                                             | 7      | 1884–1887  | 1B n2   | 1894 vom Deutsch-Nordischen Lloyd übernommen               |      |
| VI       | P 31    | 67–70, 73–77, 90–91, 97–98 | 101–118     | 34 7302–7308                                                                | 18     | 1888–1894  | 1B n2   |                                                            |      |
| VI       | P 31    | 106–107                    | 119–120     | 34 7301                                                                     | 2      | 1891       | 1B n2   | 1894 vom Deutsch-Nordischen Lloyd übernommen               |      |
| VI       | P 31    |                            | 121–141     | 34 7351–7364                                                                | 21     | 1896–1907  | 1B n2   |                                                            |      |
|          | P 32    | 151–153                    | 151–153     | (34 7351–7353)                                                              | 3      | 1888–1897  | 1B n2v  | 1920 aus dem Bestand der Preußischen Staatsbahn überwiesen |      |
|          | P 41    |                            | 181–186     | (36 7201–7202)                                                              | 6      | 1894–1896  | 2'B n2  | 1920 aus dem Bestand der Preußischen Staatsbahn überwiesen |      |
| VII      | P 42    |                            | 201–231     | 36 602–620, 36 651–662                                                      | 31     | 1903–1912  | 2'B n2v |                                                            |      |
| VII      | P 42    |                            | 232         | 36 601                                                                      | 1      | 1900       | 2'B n2v | nach 1920 aus Preußen nach Mecklenburg                     |      |
|          | P 8     |                            | 251–266     | 38 1573–1575, 38 1750–1751, 38 1791–1792, 38 2023, 2026, 2119, 38 3674–3676 | 16     | 1914–1922  | 2'C h2  |                                                            |      |

### Güterzuglokomotiven
| Gattung  | Gattung | Bahnnummern   | Bahnnummern  | DR-Nummern             | Anzahl | Baujahr(e)                             | Bauart  | Bemerkungen                                                                                            | Bild |
| bis 1910 | ab 1910 | bis 1895      | ab 1895      | DR-Nummern             | Anzahl | Baujahr(e)                             | Bauart  | Bemerkungen                                                                                            | Bild |
| -------- | ------- | ------------- | ------------ | ---------------------- | ------ | -------------------------------------- | ------- | --- | ---- |
| VIII     | G 2     | 1–11          | 315–325      |                        | 11     | 1864–1869                              | C n2    | 1892–1897 Umbau mit Ersatzkessel und neuem Triebwerk; 322–325 bis zum Umbau 310–313                    |      |
| VIII     | G 2     | 66            | 314          |                        | 1      | 1885                                   | C n2    | |      |
| IX       | G 3     | 78, 85–86, 96 | 350–353      | (53 7702–7704)         | 4      | 1892–1894                              | C n2    | |      |
| IX       | G 3     |               | 354–355      | (53 7701)              | 2      | 1887                                   | C n2    | 1894 vom Deutsch-Nordischen Lloyd übernommen                                                           |      |
| IX       | G 3     |               | 356–357      | (53 7705)              | 2      | 1895                                   | C n2    | |      |
| X        | G 42    |               | 401–405      | (53 401–405)           | 5      | 1901–1905                              | C n2v   | |      |
| X        | G 42    |               | 406          |                        | 1      | 1897                                   | C n2v   | 1920 aus dem Bestand der Preußischen Staatsbahn überwiesen                                             |      |
|          | G 52    |               | 440–444      | 54 371–372, 54 379–381 | 5      | 1904–1907                              | 1'C n2v | Ehemals Reichseisenbahnen Elsaß-Lothringen, 1920 aus dem Bestand der Preußischen Staatsbahn überwiesen |      |
| XX       | G 54    |               | 451–459      | 54 1201–1203           | 9      | 1906–1913                              | 1'C n2v | |      |
|          | G 72    |               | 466–476      | 55 5701–5705           | 11     | 1914–1916                              | D n2v   | 476 1919 in 472 umgenummert                                                                            |      |
|          | G 73    |               | 474–478      | 56 201–205             | 5      | 1917                                   | 1'D n2v | nach dem Ersten Weltkrieg von der MGD Warschau übernommen                                              |      |
|          | G 81    |               | 481–490      | 55 5801–5810           | 10     | 1918–1919                              | D h2    | |      |
|          | G 81    | 491–492       | 55 5851–5852 | 2                      | 1917   | nach 1920 aus Preußen nach Mecklenburg | D h2    | |      |

### Tenderlokomotiven
| Gattung  | Gattung | Bahnnummern       | Bahnnummern  | DR-Nummern                 | Anzahl | Baujahr(e) | Bauart  | Bemerkungen                                                              | Bild |
| bis 1910 | ab 1910 | bis 1895          | ab 1895      | DR-Nummern                 | Anzahl | Baujahr(e) | Bauart  | Bemerkungen                                                              | Bild |
| -------- | ------- | ----------------- | ------------ | -------------------------- | ------ | ---------- | ------- | ------------------------------------------------------------------------ | ---- |
| XI       | T 1     | 110–113           | 501–504      |                            | 4      | 1884       | B n2t   | 1894 vom Deutsch-Nordischen Lloyd übernommen                             |      |
| XII      | T 0     | 114–116           | 505–507      |                            | 3      | 1882       | B n2t   | 1890 mit der Güstrow-Plauer Eisenbahn übernommen                         |      |
| XIII     | T 2     |                   | 508–509      |                            | 2      | 1880       | B n2t   | 1894 mit der Parchim-Ludwigsluster Eisenbahn übernommen                  |      |
| XIV      | T 2     | 117               | 510          |                            | 1      | 1883       | B n2t   | 1890 mit der Güstrow-Plauer Eisenbahn übernommen                         |      |
| XIV      | T 2     | 120–124           | 511–515      |                            | 4      | 1881–1883  | B n2t   | 1890 mit der Wismar-Rostocker Eisenbahn übernommen                       |      |
| XIV      | T 2     |                   | 516–518      |                            | 3      | 1884–1885  | B n2t   | 1890 mit der Teterow-Gnoiener Eisenbahn übernommen                       |      |
| XV       | T 3a    |                   | 530–531      |                            | 2      | 1888       | C n2t   | 1890 mit der Güstrow-Plauer Eisenbahn übernommen                         |      |
| XVI      | T 3a    |                   | 532–535      |                            | 3      | 1887       | C n2t   | 1897 mit der Wismar-Karower Eisenbahn übernommen                         |      |
| XVII     | T 3a    | 71–72, 79, 89, 92 | 550–554      |                            | 5      | 1888–1893  | C n2t   |                                                                          |      |
| XVII     | T 3a    |                   | 555–561, 563 | 89 8001–8002               | 8      | 1884–1892  | C n2t   | 1894 mit der Mecklenburgischen Südbahn Parchim–Neubrandenburg übernommen |      |
| XVII     | T 3a    |                   | 562          | 89 8003                    | 1      | 1892       | C n2t   | 1894 mit der Parchim-Ludwigsluster Eisenbahn übernommen                  |      |
| XVII     | T 3a    | 125–130           | 564–594      | 89 8004–8022, 89 8051–8052 | 31     | 1895–1900  | C n2t   |                                                                          |      |
| XVII     | T 3b    |                   | 595–611      | 89 8053–8068               | 17     | 1901–1906  | C n2t   | 595–596 mit Heusinger-Steuerung                                          |      |
| XXI      | T 4     |                   | 701–750      | 91 1901–1950               | 50     | 1907–1922  | 1'C n2t |                                                                          |      |
|          | T 92    |                   | 772–774      | 91 002–003                 | 3      | 1893       | 1'C n2t | 1920 aus dem Bestand der Preußischen Staatsbahn überwiesen               |      |
|          | T 93    |                   | 780–782      | 91 1012, 1164, 1205        | 3      | 1908–1909  | 1'C n2t | 1920 aus dem Bestand der Preußischen Staatsbahn überwiesen               |      |

### Schmalspurlokomotiven
Die mecklenburgischen Schmalspurlokomotiven waren für eine Spurweite von 900 mm gebaut und für den Einsatz auf der Bäderbahn Doberan–Heiligendamm–Arendsee beschafft worden.
| Gattung  | Gattung | Bahnnummern | DR-Nummern | Anzahl | Baujahr(e) | Bauart | Bemerkungen                                              | Bild |
| bis 1910 | ab 1910 | Bahnnummern | DR-Nummern | Anzahl | Baujahr(e) | Bauart | Bemerkungen                                              | Bild |
| -------- | ------- | ----------- | ---------- | ------ | ---------- | ------ | -------------------------------------------------------- | ---- |
| XVIII    |         | 1001–1002   |            | 2      | 1886–1887  | B n2t  | 1890 mit der Doberan-Heiligendammer Eisenbahn übernommen |      |
| XIX      | T 7     | 1003–1004   |            | 2      | 1891–1898  | C n2t  | 1911 an Neubukower Rübenbahn abgegeben                   |      |
|          | T 7     | 1005–1007   | 99 301–303 | 3      | 1910–1914  | C n2t  |                                                          |      |
|          | (T 42)  |             | 99 311–313 | 3      | 1923/1924  | D n2t  | Bestellung der Deutschen Reichsbahn                      |      |

## Dampflokomotiven der Vorgängerbahnen
| Bahn- nummer(n)                        | Namen                                                         | spätere Gattung                        | Anzahl                                 | Hersteller                             | Baujahr(e)                             | Bauart                                 | Bemerkungen                                                                                  | Bild                                   |
| Mecklenburgische Eisenbahngesellschaft | Mecklenburgische Eisenbahngesellschaft                        | Mecklenburgische Eisenbahngesellschaft | Mecklenburgische Eisenbahngesellschaft | Mecklenburgische Eisenbahngesellschaft | Mecklenburgische Eisenbahngesellschaft | Mecklenburgische Eisenbahngesellschaft | Mecklenburgische Eisenbahngesellschaft                                                       | Mecklenburgische Eisenbahngesellschaft |
| -------------------------------------- | ------------------------------------------------------------- | -------------------------------------- | -------------------------------------- | -------------------------------------- | -------------------------------------- | -------------------------------------- | -------------------------------------------------------------------------------------------- | -------------------------------------- |
| 1–3                                    | ROSTOCK, WISMAR, GÜSTROW                                      | –                                      | 3                                      | Borsig                                 | 1847                                   | 1A1 n2                                 | später in 1A1 n2t umgebaut, 1871 ausgemustert                                                |                                        |
| 4                                      | MARSCHALL VORWÄRTS                                            | I                                      | 1                                      | Wöhlert                                | 1848                                   | 1A1 n2                                 |                                                                                              |                                        |
| 5, 6, 13, 14                           | HAMBURG, SCHWERIN, MECKLENBURG, LUDWIGSLUST                   | –                                      | 4                                      | Borsig                                 | 1848, 1850                             | 1A1 n2                                 | MECKLENBURG 1878 ausgemustert, übrige 1873 verkauft                                          |                                        |
| 7, 8, 15                               | BERLIN, BÜTZOW, STRELITZ                                      | II                                     | 3                                      | Borsig                                 | 1848, 1850                             | 1A1 n2, später Umbau in 1B n2          | unterschiedliche Kessel (BÜTZOW, STRELITZ baugleich)                                         |                                        |
| 9, 10                                  | SCHWAAN, NEBEL                                                | I                                      | 2                                      | Borsig                                 | 1850                                   | 1A1 n2                                 |                                                                                              |                                        |
| 11, 12                                 | WARNOW, MAGDEBURG                                             | II                                     | 2                                      | Borsig                                 | 1850                                   | 1A1 n2, später Umbau in 1B n2          | unterschiedliche Zylinder                                                                    |                                        |
| 16–19                                  | HERCULES, 300, OBODRIT, SWANTEWIT                             | II                                     | 4                                      | Borsig                                 | 1851, 1853                             | 1B n2                                  |                                                                                              |                                        |
| 20                                     | OSTSEE                                                        | –                                      | 1                                      | Borsig                                 | 1854                                   | 1A1 n2                                 | 1872 ausgemustert                                                                            |                                        |
| 21                                     | RADEGAST                                                      | II                                     | 1                                      | Borsig                                 | 1856                                   | 1B n2                                  |                                                                                              |                                        |
| 22                                     | NICLOT                                                        | –                                      | 1                                      | Borsig                                 | 1859                                   | 1B n2                                  |                                                                                              |                                        |
| 23, 24                                 | HERTA, FREYA                                                  | I                                      | 2                                      | Borsig                                 | 1860                                   | 1A1 n2                                 |                                                                                              |                                        |
| 25                                     | HULDA                                                         | I                                      | 1                                      | Egestorff                              | 1863                                   | 1A1 n2                                 |                                                                                              |                                        |
| 26, 27                                 | WODAN, THOR                                                   | –                                      | 2                                      | Egestorff                              | 1866, 1868                             | B1 n2                                  |                                                                                              |                                        |
| Deutsch-Nordischer Lloyd               |                                                               |                                        |                                        |                                        |                                        |                                        |                                                                                              |                                        |
| 1–7                                    |                                                               | V                                      | 7                                      | Hanomag, Henschel                      | 1884, 1887                             | 1B n2                                  |                                                                                              |                                        |
| 8, 9                                   |                                                               | VI                                     | 2                                      | Henschel                               | 1891                                   | 1B n2                                  |                                                                                              |                                        |
| 15, 16                                 |                                                               | IX                                     | 2                                      | Henschel                               | 1887                                   | C n2                                   |                                                                                              |                                        |
| 21–24                                  |                                                               | XI                                     | 4                                      | Egestorff                              | 1884                                   | B n2t                                  |                                                                                              |                                        |
| Güstrow-Plauer Eisenbahn               |                                                               |                                        |                                        |                                        |                                        |                                        |                                                                                              |                                        |
| 1–3                                    |                                                               | XII                                    | 3                                      | Vulcan                                 | 1882                                   | B n2t                                  |                                                                                              |                                        |
| 4                                      |                                                               | XIV                                    | 1                                      | Vulcan                                 | 1883                                   | B n2t                                  |                                                                                              |                                        |
| 5, 6                                   |                                                               | XV                                     | 2                                      | Vulcan                                 | 1888                                   | C n2t                                  |                                                                                              |                                        |
| Wismar-Rostocker Eisenbahn             |                                                               |                                        |                                        |                                        |                                        |                                        |                                                                                              |                                        |
| 1–4, 1a; später 11–15                  |                                                               | XIV                                    | 5                                      | Vulcan                                 | 1883, 1881                             | B n2t                                  | 15 ehemals Altdamm–Colberger Eisenbahn 1a                                                    |                                        |
| Teterow-Gnoiener Eisenbahn             |                                                               |                                        |                                        |                                        |                                        |                                        |                                                                                              |                                        |
| 1–3; später 21–23                      |                                                               | XIV                                    | 3                                      | Vulcan                                 | 1884, 1885                             | B n2t                                  |                                                                                              |                                        |
| Wismar-Karower Eisenbahn               |                                                               |                                        |                                        |                                        |                                        |                                        |                                                                                              |                                        |
| 1–4; später 31–34                      |                                                               | XVI                                    | 4                                      | Vulcan                                 | 1887                                   | C n2t                                  |                                                                                              |                                        |
| Parchim-Ludwigsluster Eisenbahn        |                                                               |                                        |                                        |                                        |                                        |                                        |                                                                                              |                                        |
| –                                      | FRIEDRICH FRANZ II, MOLTKE                                    | XIII                                   | 2                                      | Borsig                                 | 1880                                   | B n2t                                  |                                                                                              |                                        |
| –                                      | VORWÄRTS                                                      | –                                      | 1                                      | Sigl                                   | 1871                                   | B n2t                                  | 1871 an Kaschau-Oderberger Bahn, 1880 zur Parchim-Ludwigsluster Eisenbahn, 1893 ausgemustert |                                        |
| 4                                      | LUDWIGSLUST                                                   | XVII                                   | 1                                      | Jung                                   | 1892                                   | C n2t                                  |                                                                                              |                                        |
| Mecklenburgische Südbahn               |                                                               |                                        |                                        |                                        |                                        |                                        |                                                                                              |                                        |
| 1–7                                    | PARCHIM, LÜBZ, KAROW, MALCHOW, WAREN, PENZLIN, NEUBRANDENBURG | XVII                                   | 7                                      | Borsig                                 | 1884                                   | C n2t                                  |                                                                                              |                                        |
| 8                                      | NEUSTADT                                                      | XVII                                   | 1                                      | Jung                                   | 1892                                   | C n2t                                  |                                                                                              |                                        |